# Шунантунич

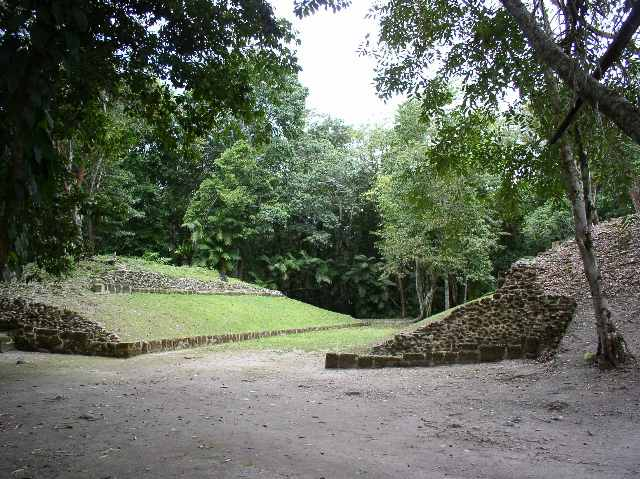
Стадион в Шунантуниче для игры в мяч

Шунантуни́ч (Xunantunich, ʃu.nan.tu.'niʧ) — памятник культуры майя. Находится в 130 км к западу от города Белиз в округе Кайо на западе современного Белиза, около реки Мопан. Древнее название археологического памятника неизвестно, а современное на юкатекском языке означает «каменная женщина» — фантастическое существо, которое, по поверьям белизцев, обитает в этих землях.

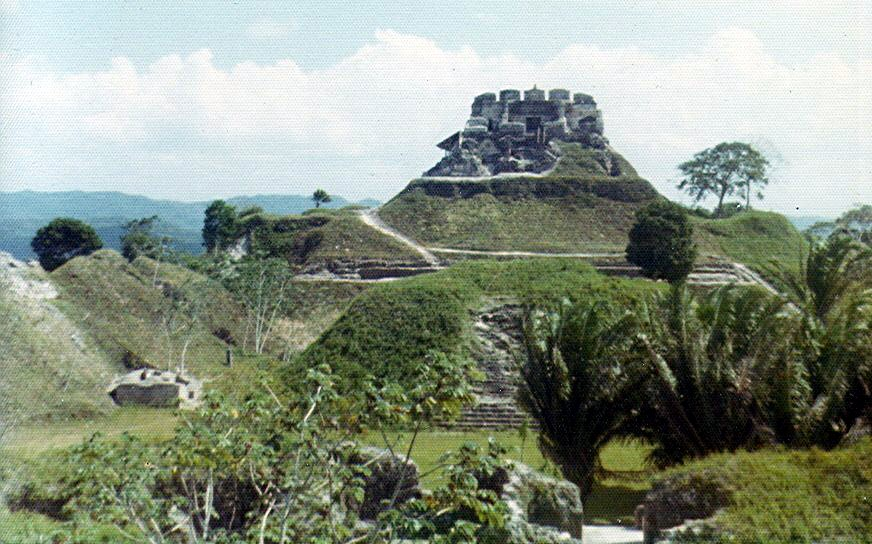
Руины Шунантунича

## История
Различные сооружения Шунантунича относятся к классическому периоду, с III по X вв. н. э. Существуют свидетельства того, что в конце IX – начале X вв. н. э. некоторые сооружения были сильно повреждены землетрясением, после чего город покинула часть обитателей.

## Описание
Центральная часть Шунантунича занимает около 2,6 квадратного километра и включает 6 площадей, вокруг которых расположено 25 дворцов и храмов. Главным сооружением является Дворец высотой 40 м, второе по величине доколумбово сооружение в Белизе после храма в городе Караколь. На некоторых зданиях обнаружены известковые фасады с рельефами.

## Раскопки
Первые исследования Шунантунича в наше время провёл Томас Ганн в 1894 и 1895 годах. В XX веке здесь неоднократно проводились раскопки.